# Greig Lake
Greig Lake är en sjö i Kanada.   Den ligger i provinsen British Columbia, i den sydvästra delen av landet, 3 700 km väster om huvudstaden Ottawa. Greig Lake ligger 1 372 meter över havet.
I omgivningarna runt Greig Lake växer i huvudsak barrskog. Trakten runt Greig Lake är nära nog obefolkad, med mindre än två invånare per kvadratkilometer.